# Надсат
Надсат е измислен регистър или арго, използван от тийнейджърите в романа на Антъни Бърджес „Портокал с часовников механизъм“. Освен писател Бърджес е бил и лингвист и използва знанията си, за да изобрази героите си, които говорят английски жаргон, повлиян от руския. Самото име идва от руската наставка „-надцать“, която се използва за образуване на числа в руския език (български вариант - „-надесет“). Надсат се използва и в едноименния филм на Стенли Кубрик.

## Описание
Надсат е начин на говорене, използван от тийнейджърите в романа „Портокал с часовников механизъм“. Антигероят, Алекс, го използва в първо лице не само, за да разкаже историята си на читателя, но също и да комуникира с другите герои в романа. Също както много други хора, Алекс може да разговаря на стандартен английски език, когато пожелае.
По същество надсат е английски език с някои руски думи. Съдържа и много влияния от акцента Кокни, Библията на Кинг Джеймс, немския език, думи от неясен произход и някои думи измислени от самия Бърджес.